# BM–50
A BM–50-es egy sújtólégveszélyes bányák részére a Budapesti Mélyfúró- és Bányagépgyárban készült kisvasúti dízelmozdony.

## A mozdony gyártása
Ebből a mozdonytípusból körülbelül 100 darabot gyártottak 1960 és 1972 között.

## A mozdony szerkezeti felépítése

### Főkeret
A mozdony főkerete acéllemezből készült, hegesztéssel.

### Vonó- és ütközőkészülék
A mozdony vonókészüléke rugózatlanul kapcsolódik a főkerethez. Olyan kialakítású, hogy eltérő magasságú vonókészülékekkel is lehetővé teszi az összekapcsolást.

### Motorház, vezetőállás
A motorház, és a vezetőállás acéllemezből lett legyártva. Olyan kialakítású, hogy nagy mértékű túlterhelést is elviseljen. A vezetőállás a mozdony végén, a motorral egy szintben helyezkedik el, ezért a mozdonyvezető a gőzmozdonyokhoz, vagy az Mk45-ös mozdonyokhoz hasonlóan csak oldalt kinézve lát előre a mozdonyból. A vezetőfülke oldalt nyitott, felülről nagy vastagságú acéllemez védi a vezetőt az esetleges fizikai behatásoktól (például kőomlás).

### A motor
Az BM–50-esekbe a magyarországi kisvasutakon elterjedt Csepel D413-as típusú négyütemű, előkamrás dízelmotor lett beépítve.
A motor főbb adatai:
- Hengerek száma: 4
- Hengerfurat/löket: 110/140 mm
- Lökettérfogat hengerenként: 1,3 liter
- Fordulatszám: 1500/perc
- Fajlagos tüzelőanyagfogyasztás: 200 g/LEh

A motor nedves perselyű hengerekkel, különálló, és leszerelhető hengerfejekkel, könnyűfém forgattyúházzal és dugattyúkkal készült. Befecskendező szivattyúja állandó löketű, porlasztói zártak. Olajozása fogaskerék-szivattyúval, indítása a bányákban előforduló sújtólégveszély miatt acélpalackokban tárolt, 30 bar nyomású sűrített levegővel történik.
A motor szivattyús vízhűtéssel rendelkezik, amely úgy van méretezve, hogy hűtési teljesítménye mindkét irányba való haladáskor elegendő. A hűtőhöz ékszíjjal meghajtott ventilátor tartozik.

### Erőátvitel
A mozdony erőátviteli rendszere teljesen mechanikus. A motort és az irányváltóval egybeépített háromfokozatú, állandóan kapcsolt fogaskerékpárokkal rendelkező sebességváltót rugalmas tengelykapcsoló köti össze. A sebesség fokozatokat a fogaskerekekhez szerelt lamellás tengelykapcsolóval lehet beállítani. A tengelyek meghajtás a kúpkerekes irányváltóról lánccal történik.

#### Sebesség- és vonóerő értékek
| Fokozat | Sebesség (km/h) | Vonóerő (kg) |
| ------- | --------------- | ------------ |
| 1       | 6               | 1600         |
| 2       | 11,4            | 850          |
| 3       | 15,2            | 640          |

### Tengelyek
A tengelyek 600 mm-es nyomtávolságig külső, afelett belső csapágyazásúak. A rugózás laprugókkal történik, a tengelyek kenőpárnás csúszócsapággyal vannak felszerelve.

### Fék
A mozdony kézifékkel és nem önműködő légfékkel van felszerelve.

### Jelzések
A mozdonyokon légkürt, oldalanként egy fényszóró és egy zárjelző található jelzések adására.

## A mozdonyt sújtólégbiztossá tévő berendezések
A sújtólégrobbanás, vagyis az egyes szénbányákban a szénmezőkből a levegőbe keveredő metángáz berobbanásának megakadályozására a mozdonyon különféle berendezéseket alakítottak ki.

### Az indítás
Az elektromos szikrák elkerülése miatt a mozdonyba nem szereltek villamos indító motort. A mozdonyok beindítása az eredeti tervek szerint sűrített levegővel történik, amit az előző üzemnapon tartályokban eltárolt 30 bar nyomású levegővel oldottak meg. A Kemencei Erdei Múzeumvasúton található mozdonyok azonban már lendkerekes indításúak. Indítás előtt kéziforgattyúval (kurbli) fel kell pörgetni egy lendkereket, ami azután egy fogaskerék áttételen át forgatja meg a motor főtengelyét.

### A légszívás
A levegőt egy olajfürdőn és lamellás védőbetéten át szívja be a motor. A védőbetét elzárja a láng útját gáz visszacsapásakor (150 mm széles acéllemezek 0,5 mm távolságban).

### A kipufogás
A keletkező kipufogógáz egy vízhűtéses kipufógóedénybe érkezik, ahonnan továbbhalad egy porlasztófejhez, ami vizet porlaszt a kipufogógázba. Ez a kipufogócsövet védi a túlmelegedéstől. A kipufogógázok ezután egy fürdőbe távoznak, ami megtisztítja a különféle szennyezőanyagoktól és teljesen lehűti azt. Végül a gázok egy a légszívásnál leírt lamellás védőbetéten keresztül halad át, és a hűtőből átáramló levegővel keveredve jutnak a külvilágba.
A kipufogócsőbe permetezett víz egy tartályból folyik a porlasztóhoz egy szűrőn és egy szivattyún keresztül. Ez utóbbi állítja elő a porlasztáshoz szükséges víznyomást.
A víztartályból a fürdő vízkészletét egy csapon keresztül lehet pótolni. A víztartály vízállása a vezetőfülkéből vízállásmutató üvegen keresztül figyelhető meg. A víz elfogyása esetén a motor automatikusan leáll. Ezt egy úszó biztosítja, ami a vízszint lecsökkenésekor az üzemanyag tartályból a befecskendező szivattyúhoz tartó üzemanyag vezetéket elzárja.

### Az üzemanyag
Az üzemanyag tartály biztonsági töltőszeleppel rendelkezik. A vezetőfülkéből egy csappal az üzemanyagrendszer elzárható. Ezen kívül egy kar segítségével a befecskendező szivattyú elzárása külön megoldható.

### Tűz esetén alkalmazható berendezések
Az esetlegesen keletkező tűz eloltására szén-dioxid tartályok és haboltó berendezés szolgál. A haboltó készülék a szén-dioxid tartályba csatlakozik, és a motor mindkét oldalát eláraszthatja oltóanyaggal. Ezen kívül szén-dioxid adagolható a szívó- és kipufogócsőbe, aminek hatására a motor azonnal leáll.

## A mozdonyok története

### Gyártásuktól
A mozdonyokat bányavasutak részére gyártották, az utolsó két bányában üzemelő példány a Feketevölgyi Szénbányában üzemelt. Ez a két példány került 2001-ben a Kemencei Erdei Múzeumvasútra.

### Napjainkban
A 100 darab mozdonyból napjainkra összesen 4 darab maradt. Egy üzemképtelen példány Diósdon, egy kiállított Gyöngyösön, valamint két darab a Kemencei Erdei Múzeumvasúton. Ez utóbbi két mozdony közül az egyik üzemképes, de csak különleges alkalmakkor (pl. Kisvasúti nap) közlekedik, ugyanis magas tengelyterhelése nem teszi lehetővé a menetrend szerinti forgalmat a kemencei pályán.